# Moussa Bangoura
Pour les articles homonymes, voir Bangoura.
Moussa Bangoura est un homme politique guinéen.
Il est député guinéen de mars 2020 au 5 septembre 2021.

## Parcours politique
Il est député de la liste national du parti au pouvoir, de 2020 en 2021, élu lors des élections législatives de mars 2020,. Il est le vice-président de la commission contrôle et comptabilité de la IXe législature de la république de Guinée sous la présidence d'Alpha Condé.